# Magnus Hedin
Magnus Hedin, född 1725 i Hudiksvall, död 22 maj 1766, var en svensk fältskär, ledamot av kirurgiska societeten 1756, samt anatomie prosektor i Stockholm 1763.
Hedin var son till klockaren i Hudiksvall och efter avslutade studier vid Trivialskolan i Hudiksvall blev han lärling och patientgesäll hos stadsfältskär Hieronymus Riese i Stockholm. Vid sidan av sin lärlingsplats följde han de föreläsningar i anatomi och kirurgi som gavs i Stockholm. För ytterligare förkovran inom yrket reste han 1754 till Berlin där han fortsatte sina studier i kirurgi. Efter att han återkom till Stockholm i slutet av 1755 fortsatte han sina studier till fältskär och efter kunskapsprövning erhöll han mästarbrev som fältskär och valdes in som ledamot av Kirurgiska societeten 23 augusti 1756. Efter att Kirurgiska societeten inrättade en undervisningsanstalt i Stockholm höll Hedin föreläsningar och demonstrationer i anatomi och kirurgi. Han blev prosektor vid den nyinrättade anatomiska inrättningen i Stockholm 1763. Han var praktiserande fältskär i Stockholm och fick ett gott anseende som väl övad i anatomi och skicklig kirurg. 